# فائق الحكيم
فائق الحكيم (22 حزيران/يونيو 1940- 5 أيلول 2023) مخرج عراقي 

## حياته ومشواره المهني
تخرج من ألمانيا تخصص دراما وحمل شهادة الماجستير في الأدب الألماني عام 1968. عاد إلى ألمانيا بداية عام 1970 لإتمام دراسته العليا فحصل على الدكتوراه نهاية عام 1971، انتقل بعدها للعمل في الولايات المتحدة الامريكية كأستاذ للغة الألمانية في إحدى جامعات لوس أنجلوس.
عاد للعراق عام 1975 وعمل أستاذا لتاريخ المسرح في في كلية الفنون الجميلة ببغداد في قسم الفنون المسرحية. إضافة إلى عمله الأكاديمي، نشر كتاب من جزئين، اسمه (تاريخ المسرح) ثم ألّف كتاب (ثمان مسرحيات للطفل) تم إخراج بعضاً منها كمسرحية (الدمية المفقودة) و(بيت الحيوانات) وهي مسرحية موجّهة للأطفال دون سن المدرسة والتي كانت بمثابة ورشة عمل للتعريف بمسرح الطفل وسبل التعامل معه، حيث تم دعوة مخرج ألماني، الذي قام بإخراج المسرحية لطلبة قسم المسرح في الأكاديمية حيث كانت سناء التكمجي إحدى الطالبات المشاركات في تلك المسرحية، بشخصية (الضفدع).
أخرج مسرحية (القاعدة والإستثناء) للكاتب الألماني برتولد بريشت، ثم توالت أعماله المسرحية متزامنة مع عمله الأكاديمي حتى عام 1978 حيث كلّفه المخرج فيصل الياسري، بدبلجة بعض الحوارات الخاصة لأنيس وبدر في الجزء الأول من (افتح يا سمسم) ثم قام بدبلجة مسلسل (حول العالم في80 يوما) بالعراق أيضا. كانت بداياته مع الدوبلاج في بغداد عام 1978 حيث قام بدبلجة حوارات (أنيس وبدر) في الجزء الأول من (برنامج افتح يا سمسم)، غادر العراق صيف عام 1980 واستقر به المقام في دولة الكويت، بعد أن تم استدعاؤه من قبل (مؤسسة الإنتاج البرامجي المشترك لدول الخليج العربي) وتكليفه بإدارة قسم الدوبلاج في المؤسسة حيث أشرف على العديد من الأعمال، ‌ يمتلك شركة إنتاج تلفزيوني لإنتاج البرامج الوثائقيه وتغطية بعض الأخبار المحلية، تم لاحقا الشروع بتنشيط قسم الدوبلاج، حيث كانت أول الأعمال (الرجل الحديدي) ليتبعه بعد ذلك مجموعة من المسلسلات الكارتونية والتربوية والتنموية ومنها البرنامج المروري (قف) والواقع في تسعة وسبعين حلقة، وقد تم تصوير البرنامج في دول مجلس التعاون الخليجي والعراق، ثم (الوطن في عيون الجميع) لصالح وزارة الداخلية الكويتية، ثم (المخدرات وتأثيرها على المجتمع) لصالح المركز العربي للدراسات الأمنية والتدريب في الرياض، ثم توالت العديد من الأعمال التربوية والتثقيفية والتنموية، (كأطفالنا أكبادنا) و (ترشيد استهلاك الطاقة) وبرامج لمنظمة اليونيسف في الكويت، وغيرها الكثير. كما عمل للمحطات ألمانية وإيطالية وفرنسية أمّا ابنه سيف فهو المدير الفني لقناة بلا‌دي العراقية.
في العام 1987 انتقل وعائلته إلى المملكة المغربية للعمل والعيش حيث أسّس شركة خاصة للإنتاج الفني، وقام بإنتاج أفلام وبرامج، كانت لصالح مؤسسات مغربية وعربية وإقليمية، منها أفلام للاسيسكو المنظمة الإسلامية للتربية والثقافة والعلوم، أفلام وبرامج لليونيسيف، برامج توعية وتثقيف لوزارة الصحة المغربية، برامج عن الماء الصالح للشرب، لوزارة البيئة المغربية عمل برامج لصالح دول ومحطات تلفزيونية عربية.

### حياته الأسرية
تزوج من الفنانة سناء التكمجي ورُزق منها بولدين هُما سيف وعلاء.

## أعماله
1. حول العالم في ثمانين يوما 1972- (مخرج فني)
2. حكايات عالمية 1976- (مخرج النص)
3. ليدي أوسكار1979- (الإشراف الفني)
4. مغامرات أراغو 1979- (الإشراف الفني)
5. افتح يا سمسم ج1 1979- (الإشراف الفني)
6. الحوت الأبيض1980- (الإشراف الفني)
7. بسمة و عبدو 1980- (مخرج فني)
8. أمينة 1980- (الإشراف الفني)
9. المقاتل المضحك 1980- (الإشراف الفني)
10. البنجرة الصغيرة 1980- (الترجمة والإعداد)
11. مسلسل صفر صفر واحد 1981 - (ترجمة إشراف عام)
12. مغامرات نحول 1981- (الإشراف الفني)
13. عدنان ولينا 1981- (الإشراف الفني)
14. الرجل الحديدي 1981- (مخرج فني)
15. أحلى الأيام 1981- (الإشراف الفني)
16. افتح يا سمسم ج2 1982- (الإشراف الفني)
17. صنع في المملكة 1982- (مخرج فني)
18. لوسي 1982 - (الإشراف الفني)
19. قصص عالمية 1982- (الإشراف الفني)
20. الوطن في عيون الجميع 1983- (مخرج فني)
21. قف 1983 -(مخرج فني)
22. نبيه و صالح 1983 -(الإشراف الفني)
23. جورجي 1983- (مخرج وإشراف الفني)
24. ولد حرا 1983- (الإشراف الفني)
25. سنان 1984- (مخرج فني)
26. توم سوير 1984- (مخرج النص)
27. بيت الحيوانات 1984- (مخرج فني)
28. قصة الطاقة 1984- (مخرج فني)
29. الأميرة ياقوت 1984 -(الإشراف الفني)
30. أطفالنا أكبادنا 1986 - (مخرج فني)
31. فلونة 1989 - (مخرج فني)

## وفاته
توفي فائق الحكيم يوم 5 أيلول سنة 2023 إثر مرض عضال.